# 19-noretisterona
19-noretisterona (o noretindrona) es una sustancia esteroide sintetizada por primera vez por el mexicano Luis E. Miramontes en 1951 y que fue la base del primer anticonceptivo oral, más conocido como píldora anticonceptiva.
Debido a este descubrimiento, Luis Ernesto Miramontes Cárdenas, quien entonces tenía 26 años, fue considerado el científico mexicano de mayor trascendencia mundial del siglo XX, según la Academia Mexicana de Ciencias. La patente del invento se otorgó a Carl Djerassi, Luis E. Miramontes y a George Rosenkranz, quienes trabajaban para la compañía Syntex S.A., en la Ciudad de México.

## Se utiliza para
1. Dismenorrea (menstruación dolorosa)[4]
2. Síndrome premenstrual (molestias previas a la menstruación)
3. Amenorrea o falta de menstruaciones
4. Meno metrorragia (sangrados abundantes e irregulares)
5. Endometriosis leve o moderada
6. Cáncer de mama avanzado
7. Enfermedad fibroquística de la mama[5]
8. Desarreglos menstruales
9. Ausencia de menstruación
10. Dolores menstruales intensos
11. Sangrados vaginales anormales
12. Endometriosis y molestias de la menopausia
13. Cambio de fecha en la menstruación
14. Tratamiento menopaúsico[6]